# Plattling
Plattling is een gemeente in de Duitse deelstaat Beieren, gelegen in het Landkreis Deggendorf. De stad telt 12.948 inwoners.
Op het gebied van bestuur, economische ontwikkeling en ruimtelijke ordening bestaat een nauwe samenwerking tussen Plattling en de noordelijke buurgemeente Deggendorf.

## Geschiedenis
Bij het stadsdeel Pankofen zijn talrijke graven en andere bewoningssporen van Kelten (La Tène-periode) ontdekt. Ook zijn bij archeologische opgravingen in 2009 op deze locatie vroegmiddeleeuwse vondsten gedaan.
Volgens het  Nibelungenlied zou Kriemhild verbleven hebben in de plaats Pledelingen, iets waar Plattling haar bijnaam Nibelungenstadt op baseert.  Uiteraard is dit niet meer dan een legende.
De oudste historische vermelding van Plattling dateert van 868. In dat jaar schonk koning Lodewijk de Duitser het aan de Abdij van Metten.  Het stadscentrum lag tot 1379 aan de zuidkant van de Isar, rondom de St.-Jacobskerk, ten zuidoosten van het huidige stadje. Als gevolg van een overstroming is Plattling in 1379 verwoest en daarna aan de noordwestkant van de rivier herbouwd. Vanaf 1242 behoorde het toe aan het Huis Wittelsbach, en in 1317 verkreeg Plattling marktrecht. Het was van toen af een vlek, in Beieren als Markt aangeduid.
Door oorlogsgeweld in 1504, tijdens de Dertigjarige Oorlog (1618-1648) en in 1742 werd Plattling zwaar geteisterd en telkens deels geplunderd of platgebrand.
In 1860 werd Plattling aangesloten op het spoorwegnet, en had daarvan tot 1970 een belangrijk emplacement en een onderhoudswerkplaats voor spoorwegmaterieel. In 1888 verleende het Koninkrijk Beieren de plaats stadsrechten. Gedurende de 19e en 20e eeuw ontwikkelde Plattling zich tot een industriestadje. Naast de in 1960 opgerichte, nog bestaande suikerfabriek was er textielindustrie en, in 1982 door twee bedrijven heropgerichte, papierfabricage aanwezig. In de jaren vanaf 1970 kwam een nieuw industrieterrein tot stand op de locatie van de voormalige spoorwegterreinen en -gebouwen.
In de Tweede Wereldoorlog werd het spoorwegemplacement van Plattling op 16 april 1945 zwaar beschadigd door een Geallieerd luchtbombardement. Begin 1945 werd in Plattling een Außenlager van concentratiekamp Flossenbürg gevestigd. Enkele honderden gevangenen, onder wie veel Joden uit Polen, moesten er onder onmenselijke omstandigheden dwangarbeid aan de aanleg van een vliegveld verrichten.
Na de oorlog werd in het voormalige concentratiekamp bij Plattling een interneringskamp voor door de geallieerden gearresteerde nazi's ingericht. Het werd berucht, omdat er daarna soldaten uit de Sovjet-Unie, o.a. van het Russisch Bevrijdingsleger (ROA), werden gedetineerd. Dezen werden, op grond van eerder tussen de geallieerden gemaakte afspraken, zoals die van de Conferentie van Jalta, en vaak tegen hun zin, teruggestuurd naar hun vaderland. Veel van deze ex-soldaten werden daarna wegens landverraad veroordeeld tot de doodstraf of opsluiting in een Goelag-werkkamp. Enkele keren kwam het voor, dat zij, terwijl de Britten of Amerikanen, die hen hadden overgeleverd, nog ter plaatse waren, onmiddellijk door de NKVD ter dood werden gebracht.
In 1971 werden, in het kader van een gemeentelijke herindeling, een aantal omliggende dorpen bij de gemeente Plattling gevoegd. De gemeente Pankofen volgde in 1978.

## Geografie
Plattling heeft een oppervlakte van 35,84 km² en ligt in het zuiden van Duitsland. De stad ligt direct ten noorden van de linkeroever van de rivier de Isar. Bij de noordoostelijke buurstad Deggendorf mondt de Isar uit in de Donau.

## Indeling van de gemeente
Volgens de website van de gemeente bestaat deze uit het stadje Plattling zelf, alsmede de volgende 13 stadsdelen:
Altholz, Enchendorf, Enzkofen, Höhenrain, Holzschwaig, Pankofen, Pankofen-Bahnhof, Pielweichs, Ringkofen, Rohr, Scheuer, Schiltorn en Singerhof.
Hiervan is het dorp Enzkofen in de loop der decennia tot een noordoostelijke buitenwijk van Plattling ontwikkeld, met ruim duizend inwoners. Hetzelfde geldt voor Höhenrain, dat ten noorden van het stadscentrum ligt, en Pielweichs, ten zuiden van de stadskern. Höhenrain, ten noorden van de stadskern, bestaat vooral uit industrieterreinen. Iets ten noordoosten van Enzkofen ligt het dorpje Pankofen, aan de A92.

## Toerisme, bezienswaardigheden, markante gebouwen
- In de gemeente staan enige rooms-katholieke kerkgebouwen, die van architectonische of kunsthistorische betekenis zijn.

De Romaanse, 12e-eeuwse St.-Jacobskerk is daarvan de oudste; deze staat op een begraafplaats aan de zuidoostkant van het stadje. Zie ook onderstaande afbeeldingen.
- Het voormalige ziekenhuis Bürgerspital, gebouwd rond 1900, huisvest een cultureel centrum en het toeristische informatiebureau van de gemeente.
- Nabij een stuw in de Isar is bij Plattling een klein stukje rivier (Plattlinger Isarwelle) voorzien van kunstmatige, hoge golven. Dit ten gerieve van surfers en andere watersportliefhebbers.
- Iedere twee jaar (even jaartallen), vindt in de zomer een middeleeuws spektakel met de naam Nibelungenmarkt plaats, met theater, muziek, middeleeuwse markt enz.

## Infrastructuur

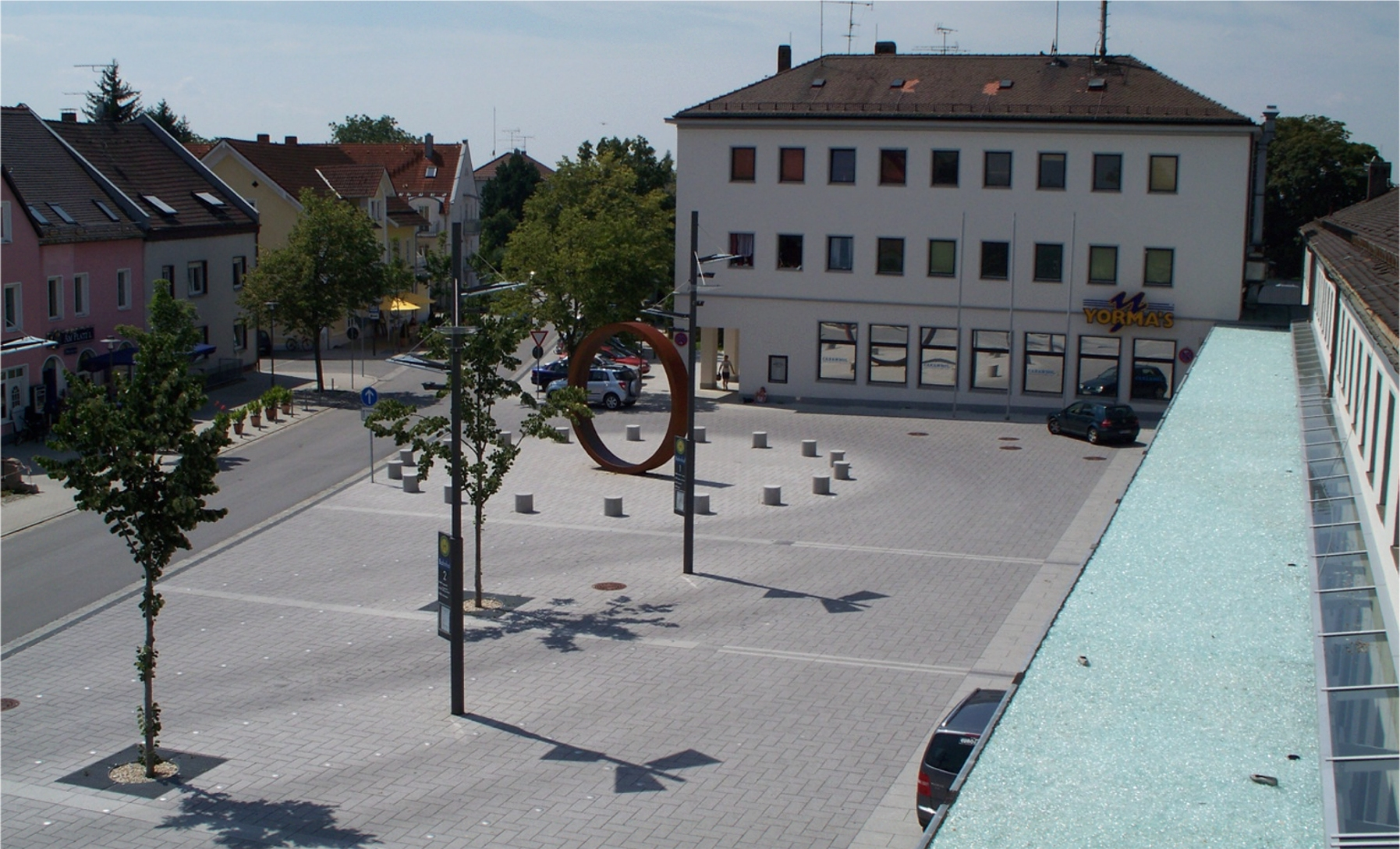
Stationsgebouw

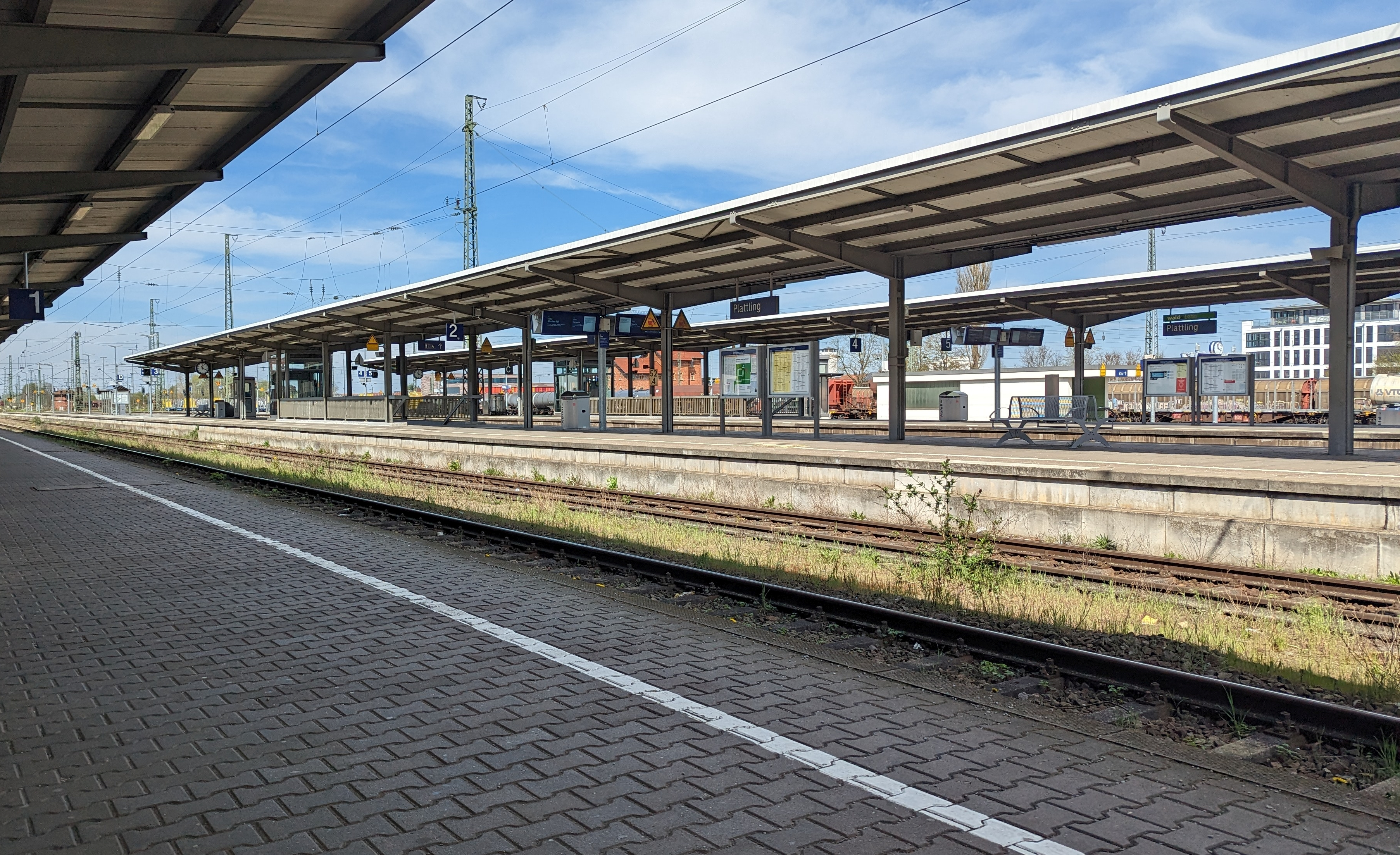
Station (2023)

Door de gemeente Plattling lopen de volgende hoofdverkeerswegen:
- de Autobahn A92 (afrit 27 Plattling-Nord) bij Pankofen
- de Bundesstraße 8, die op afrit 25 Plattling-West de A92 kruist. Een extra snelwegafrit 26 Plattling-Mitte ten noorden van het stadscentrum was in 2021 gepland.

Spoorverbindingen bestaan met:
- Regensburg (intercity, die hier ook stopt)
- Passau (intercity, die hier ook stopt)
- München (stoptreinverbinding; soms met overstap te Landshut)
- Bayerisch Eisenstein, bij de grens met Tsjechië (stoptreinverbinding, de zgn. Waldbahn); aan deze lijn ligt te Pankofen een spoorweghalte.

Plattling heeft aan de Isar geen binnenhaven. Wel is er zo'n faciliteit aanwezig te Deggendorf.

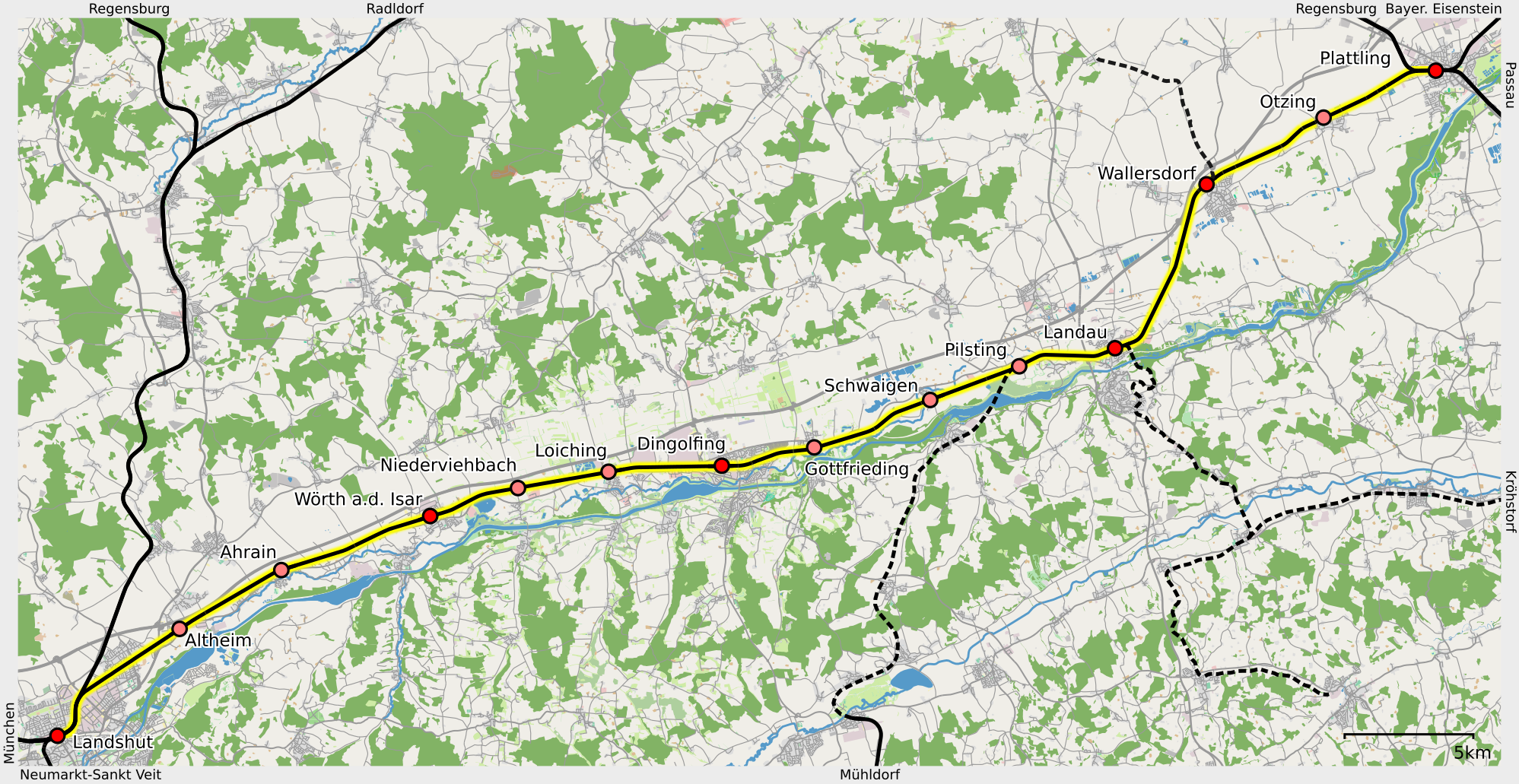
Kaart spoorlijn Plattling - Landshut
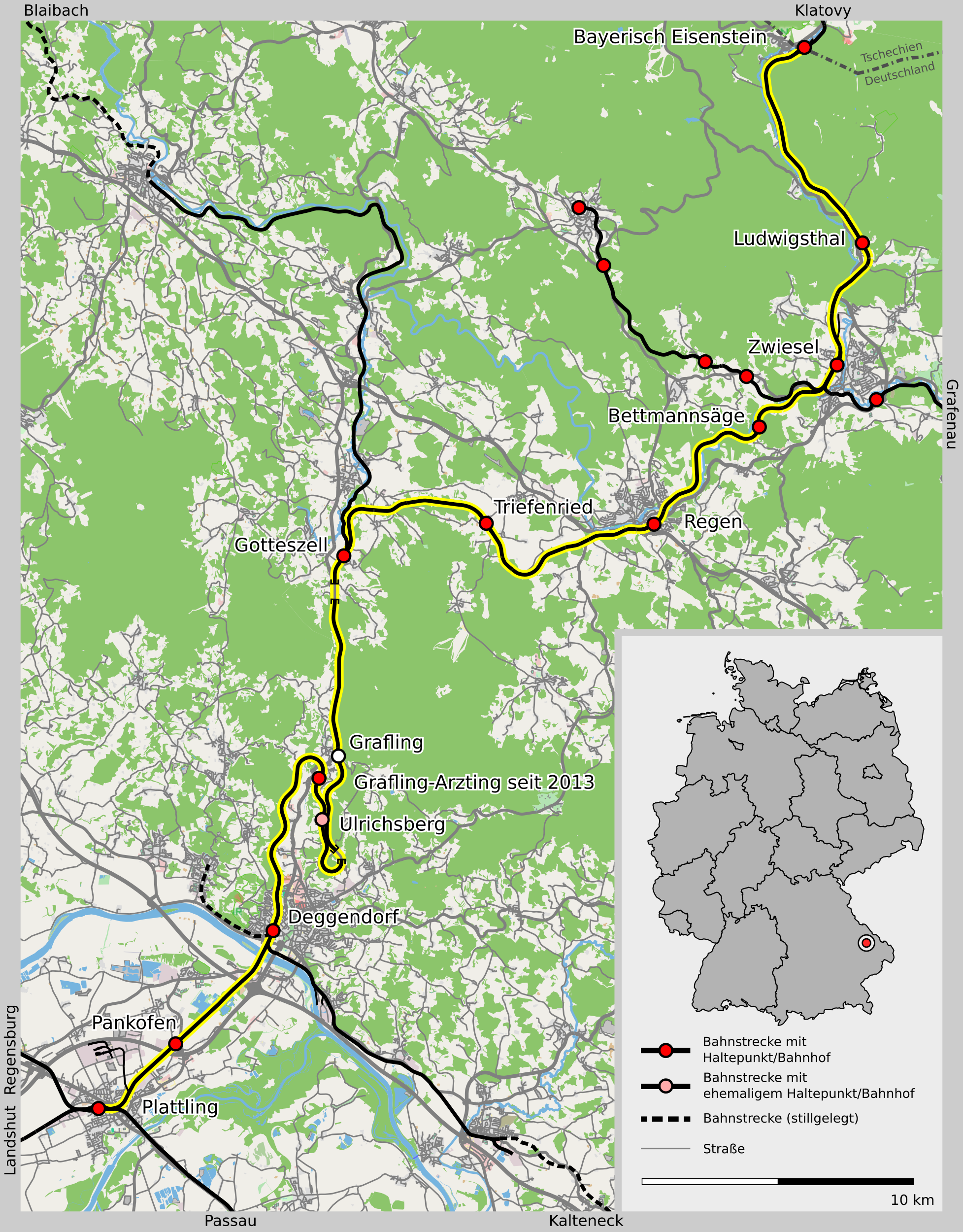
Kaart spoorlijn Plattling - Bay.Eisenstein

## Economie

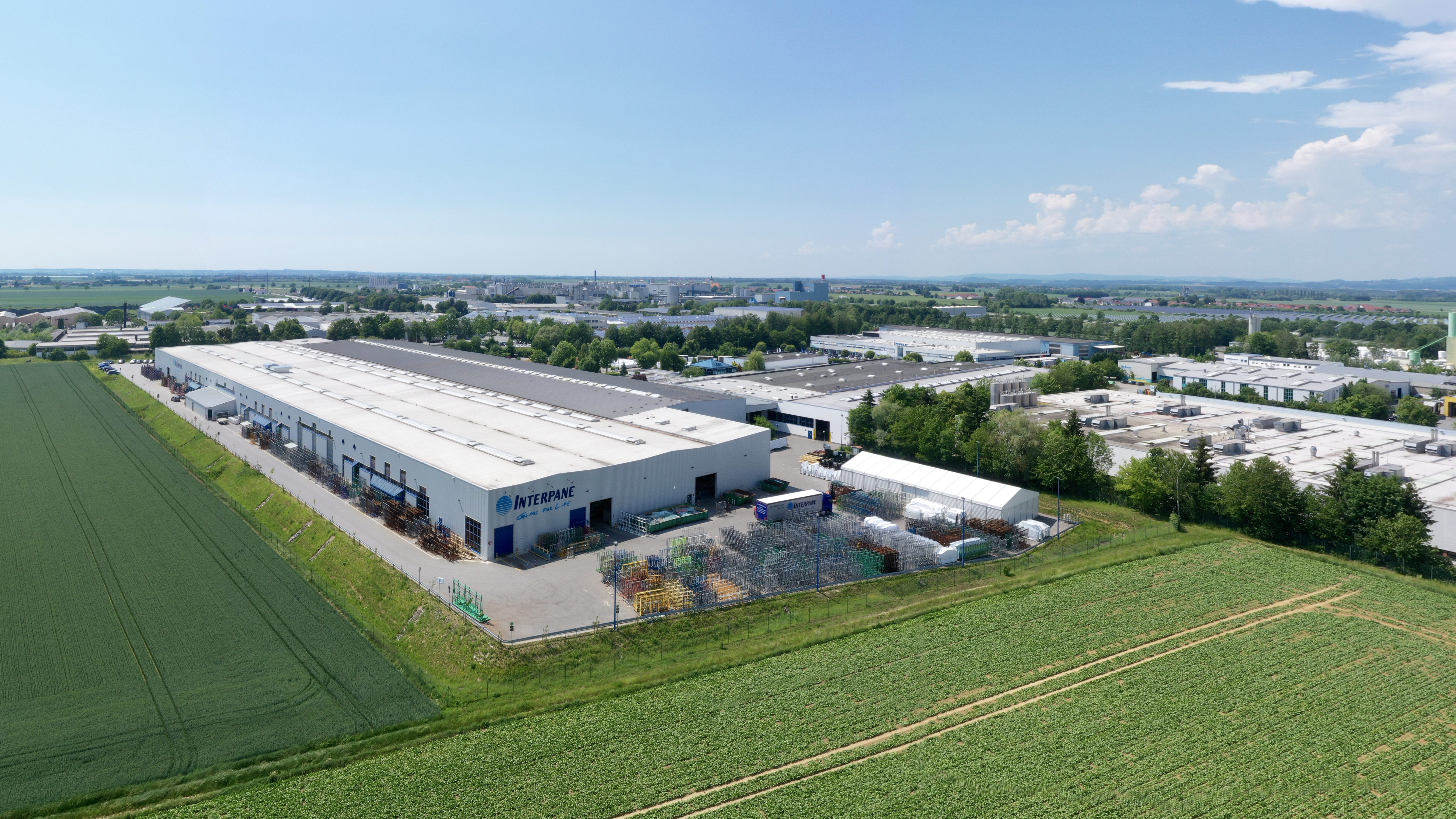
Glasfabriek Interpane

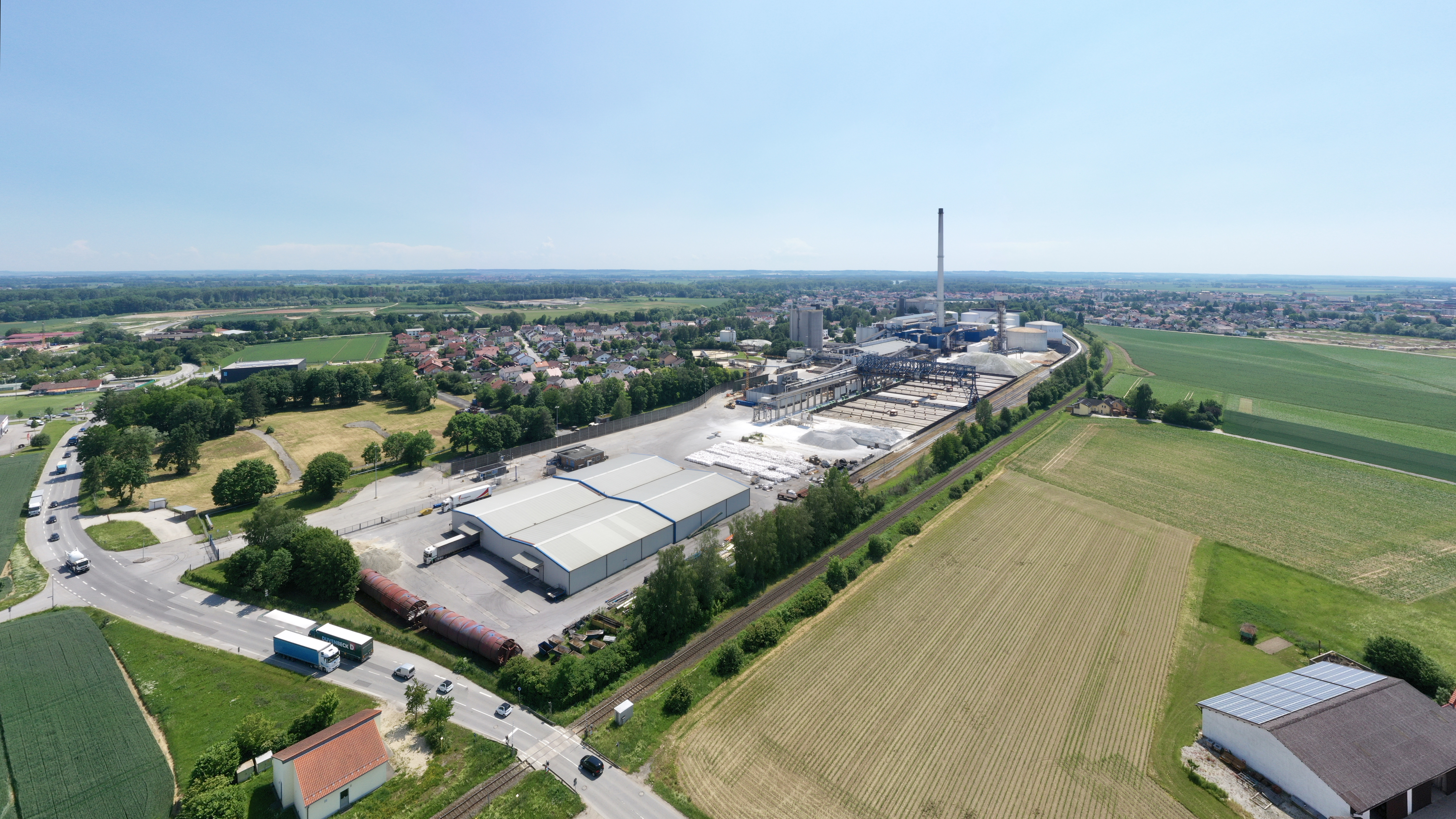
Suikerfabriek Südzucker

Plattling ligt in een vruchtbaar, sinds de laatste ijstijd (Würm Glaciaal) met een metersdikke laag löss bedekt akkerbouwgebied, dat Gäuboden wordt genoemd. Er worden, naast aardappelen, maïs en tarwe, veel suikerbieten verbouwd. Aan de noordkant van de stad is dan ook een door de firma Südzucker geëxploiteerde suikerfabriek aanwezig. Deze had in 2020 circa 230 medewerkers. Ook staan er een glasfabriek (van Interpane, Lauenförde), twee papierfabrieken, en voorts talrijke ondernemingen, die als midden- en kleinbedrijf van regionale betekenis kunnen worden beschouwd.
In de stad is het hoofdkantoor en het logistieke centrum van een concern (Rubix) gevestigd, dat een groothandel in machineonderdelen drijft. Het is een dochteronderneming van een eveneens Rubix geheten soortgelijk bedrijf in Engeland. Ook bevindt zich hier sinds 1985 Yorma's AG, een systeemcateringbedrijf met vele vestigingen in Duitsland.
Op het gebied van bestuur, economische ontwikkeling en ruimtelijke ordening, waaronder ook het concipiëren van bedrijventerreinen, bestaat een nauwe samenwerking tussen Plattling en de noordelijke buurgemeente Deggendorf.
Het onderwijs biedt in Plattling relatief veel werkgelegenheid. De stad bezit talrijke scholen voor lager, voortgezet en beroepsonderwijs. De glasfabriek exploiteert een onderwijs-, voorlichtings- en adviesbureau, dat aan architecten uit geheel West-Europa uiteenzet, hoe modern isolatieglas in gebouwen moet worden toegepast.

## Partnergemeenten
Plattling onderhoudt jumelages met:
- Nebra (Unstrut) in Saksen-Anhalt, Duitsland, sedert 1992.
- Selkirk, Schotland, sedert 1998.
- Scharnitz, Oostenrijk, sedert 2009. Scharnitz ligt bij de bron van de Isar, terwijl Plattling bij de monding van die rivier in de Donau ligt.

## Bekende inwoners van Plattling

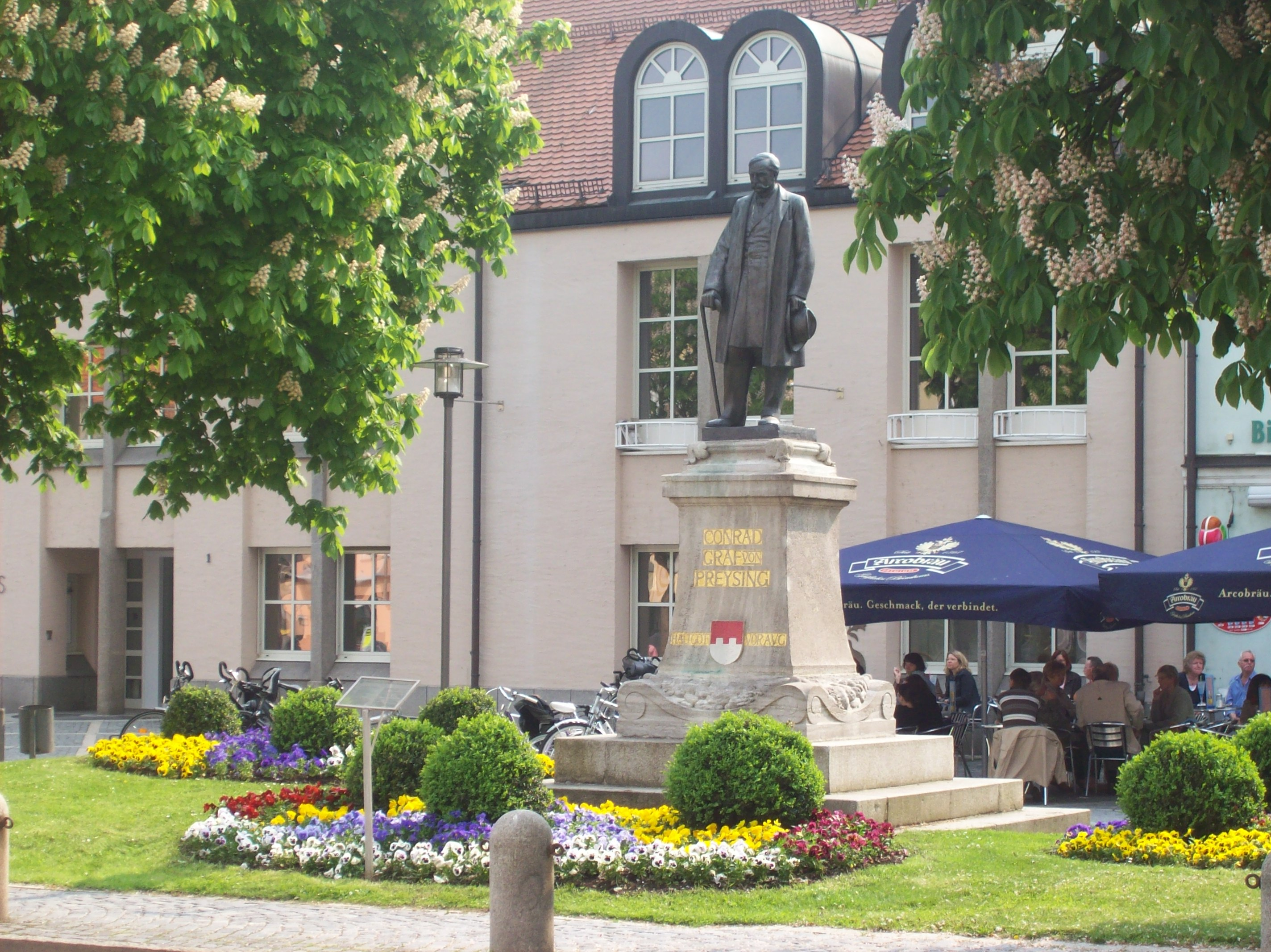
Standbeeld graaf Conrad von Preysing

- Graaf Conrad von Preysing (1843-1903), oom van kardinaal Konrad von Preysing, lange tijd woonachtig te Plattling. Hij schonk de stad na een grote brand, die daar op een niet overgeleverde datum gewoed had, een grote som geld en ook stukken grond voor de herbouw van de verbrande percelen. Om die reden is hij ereburger van de stad; te Plattling werd in 1907 voor hem een standbeeld opgericht. Ook is een plein in de stad naar hem genoemd.
- Eduard Stanglmeier (* 30 april 1893 te Plattling; † 27 mei 1963 ibidem), slager en worstfabrikant. Hij leverde in 1945 illegaal vleeswaren aan de gevangenen in het concentratiekamp; om die reden werd hij kort vóór zijn dood tot ereburger van de stad uitgeroepen; te Plattling is een straat naar hem genoemd. De worstfabriek Stanglmeier bestond tot 2017.

## Afbeeldingen

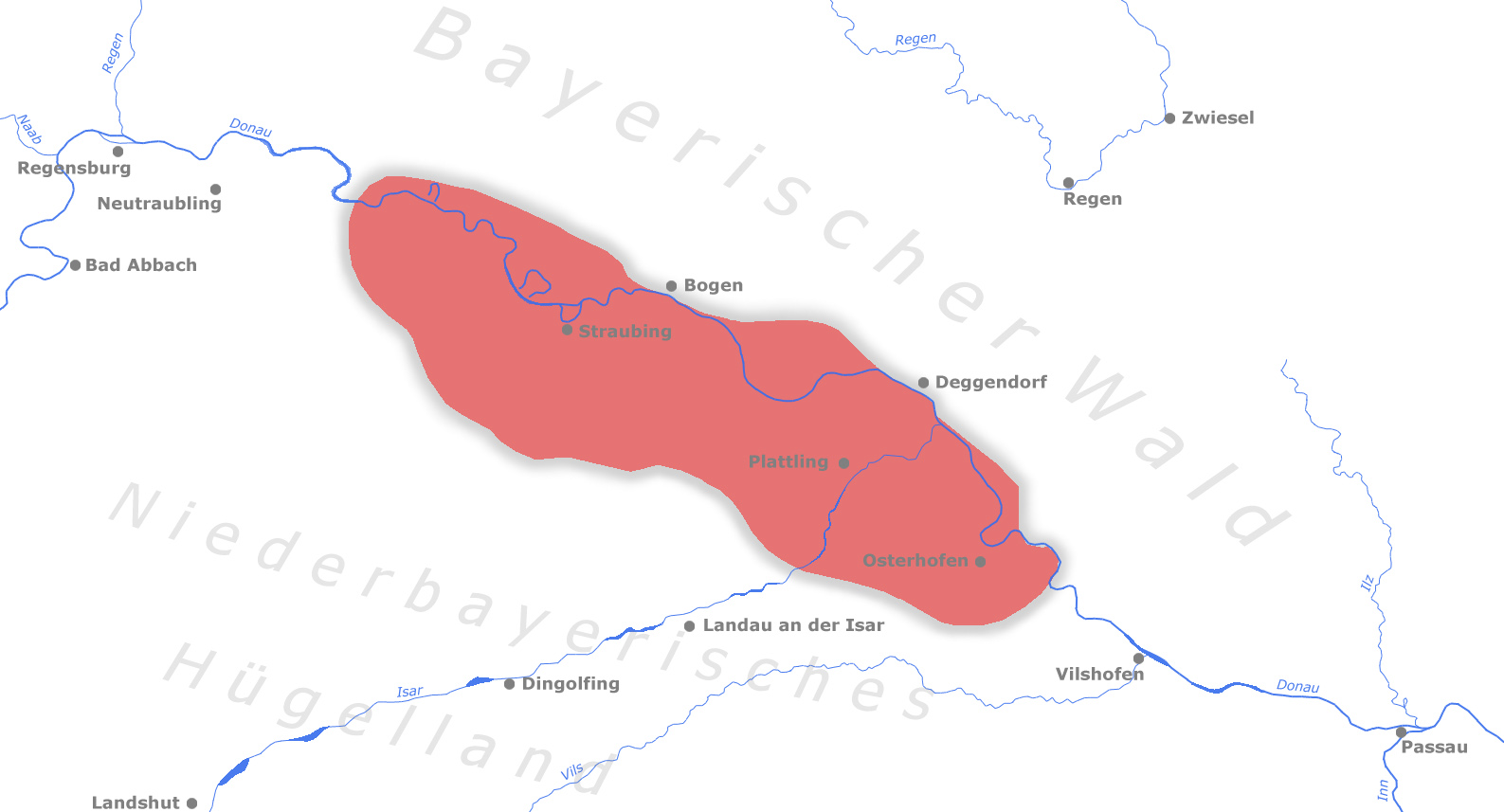
Situering Gäuboden
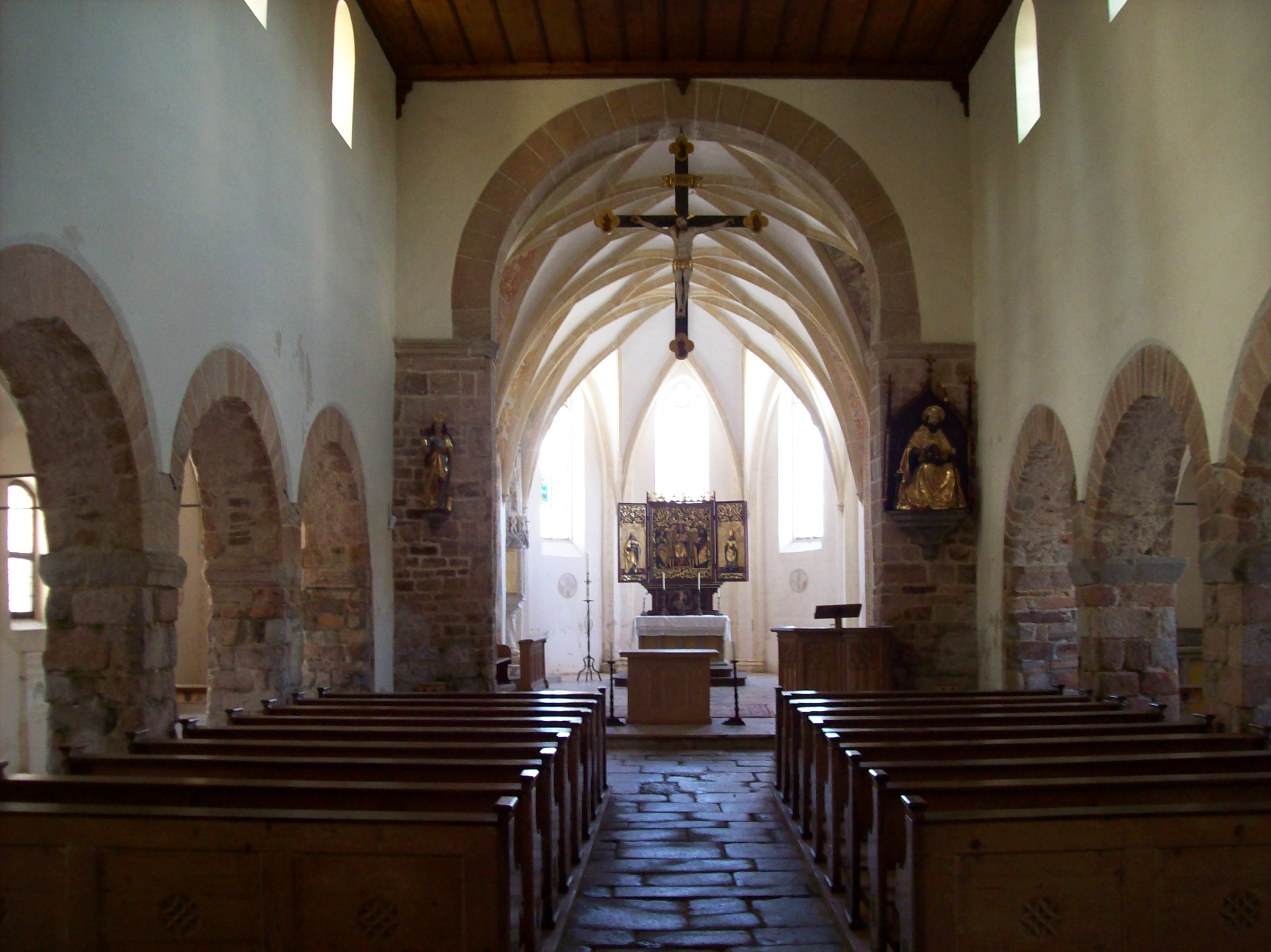
Interieur St.-Jacobskerk
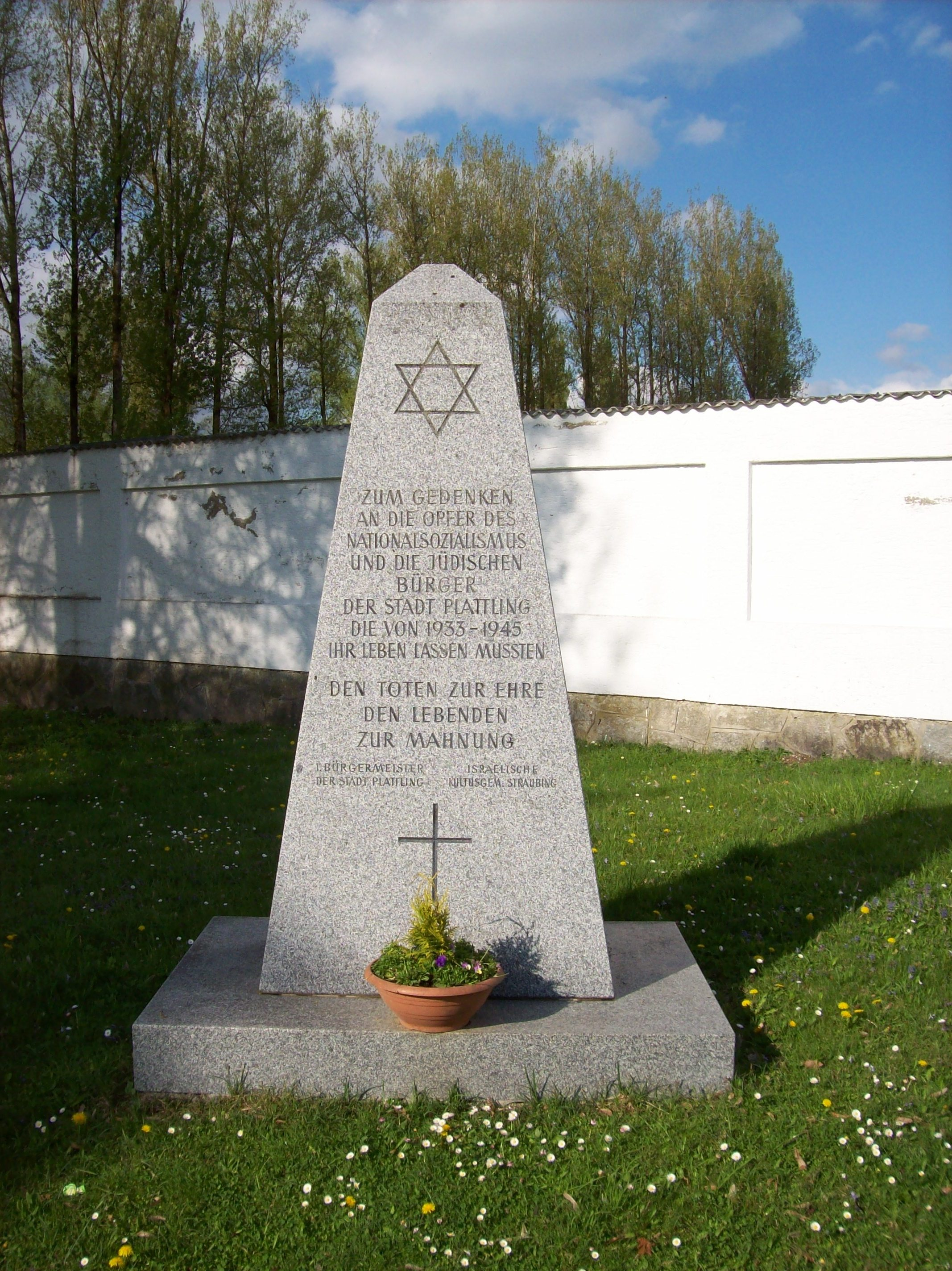
Gedenksteen slachtoffers Holocaust bij de St.-Jacobskerk
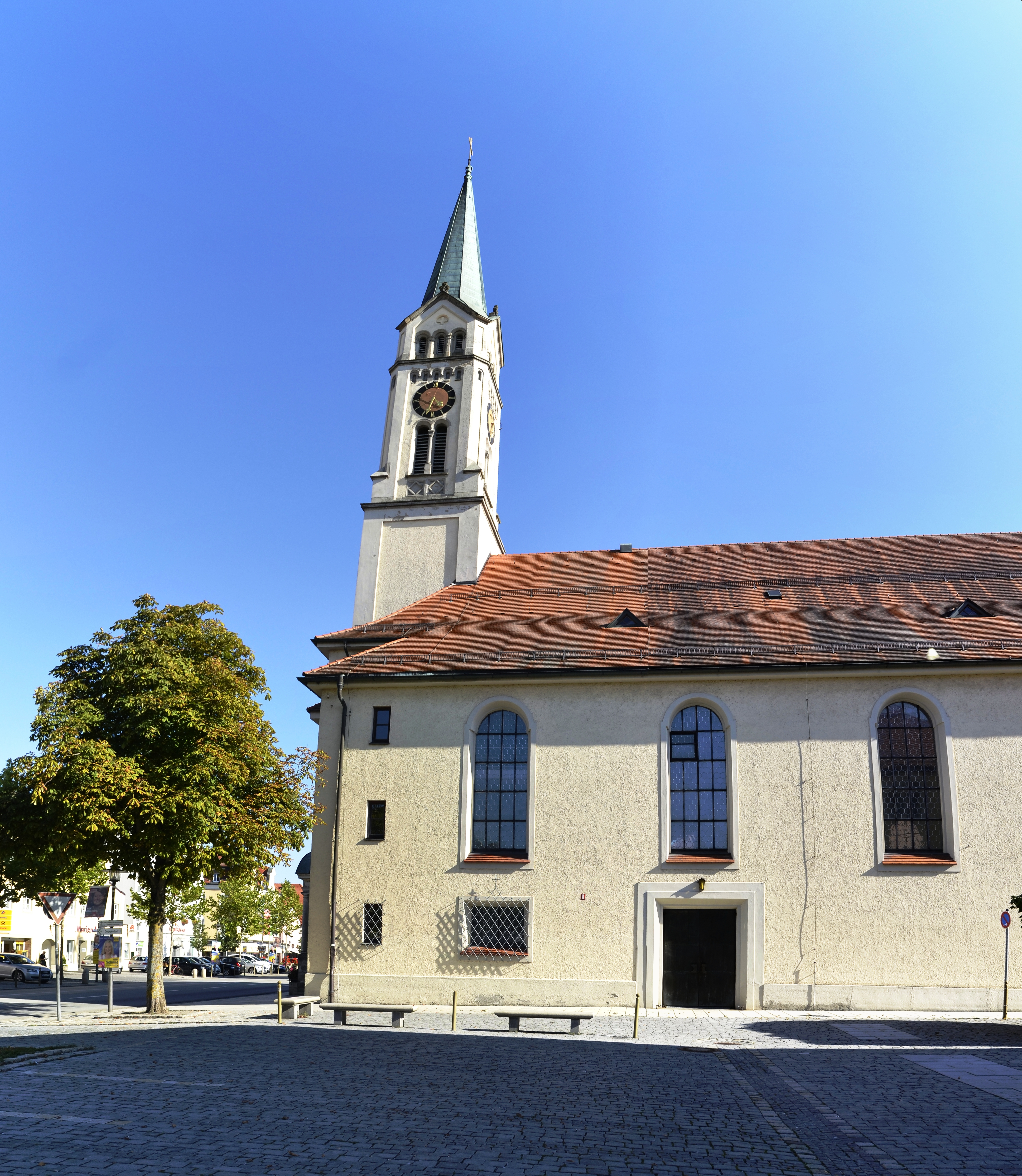
Plattling, Maria-Magdalenakerk (18e eeuw; toren uit 1873)
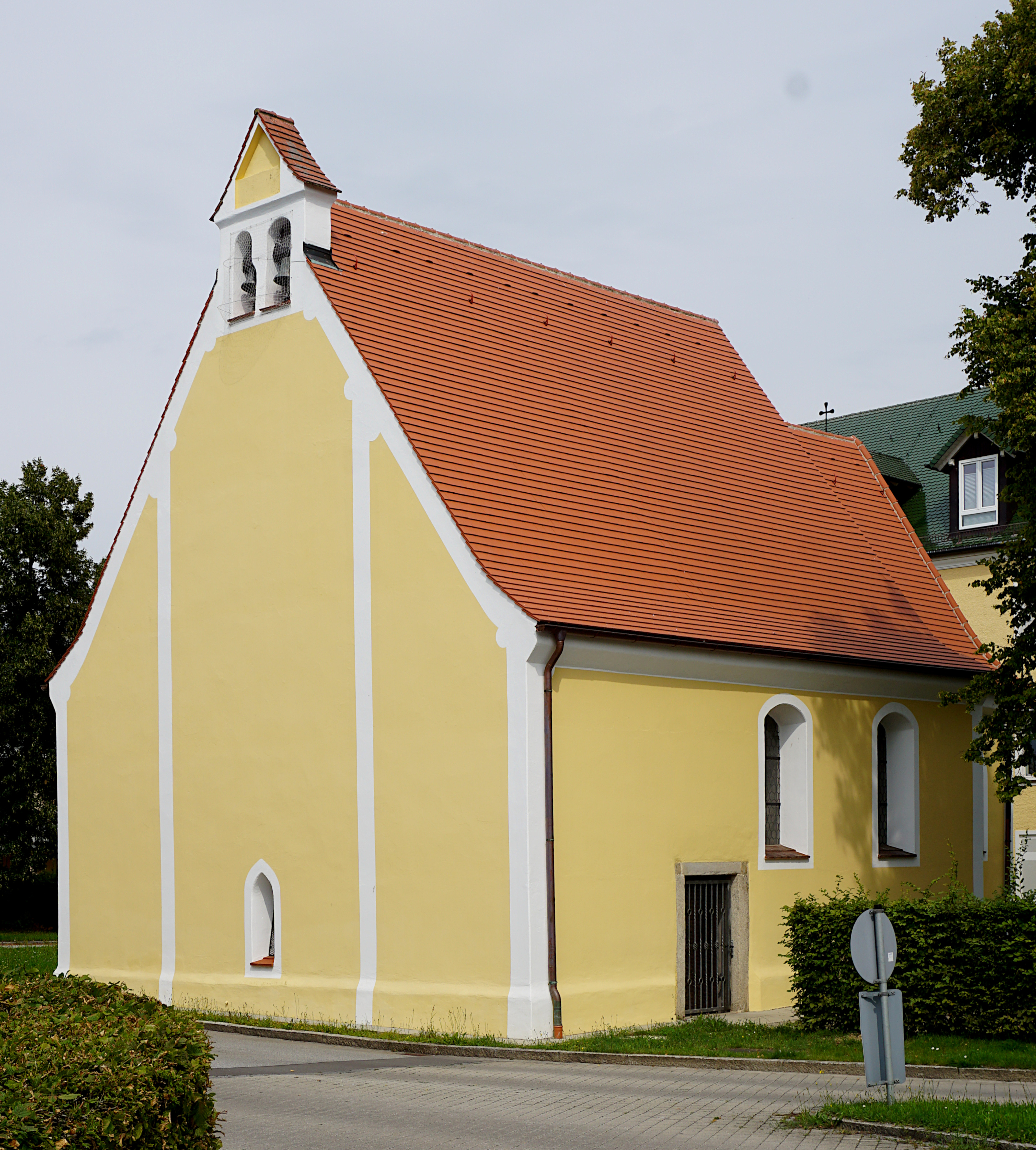
Plattling, St.-Salvatorkapel (15e- 18e eeuw)
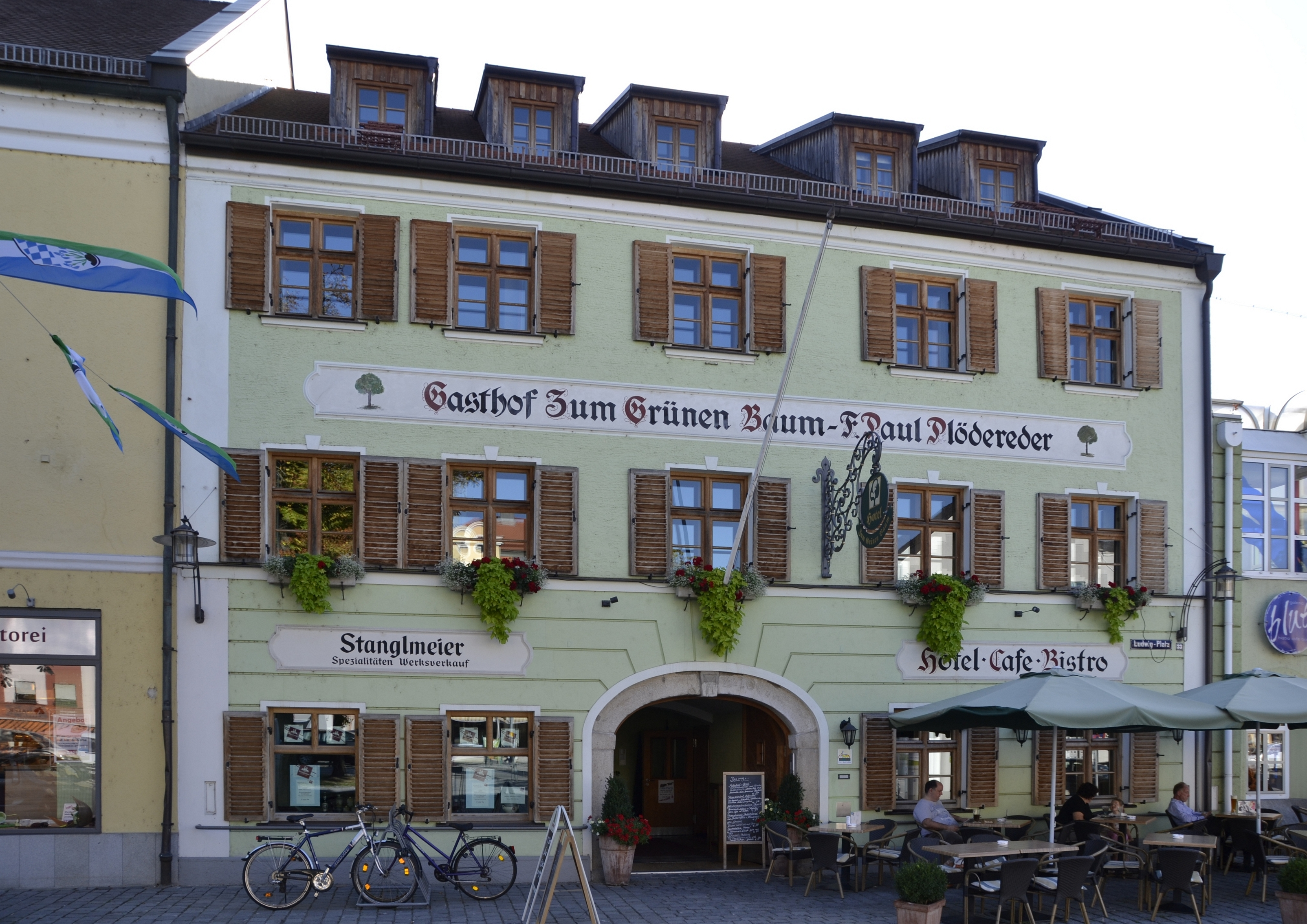
19e-eeuwse herberg
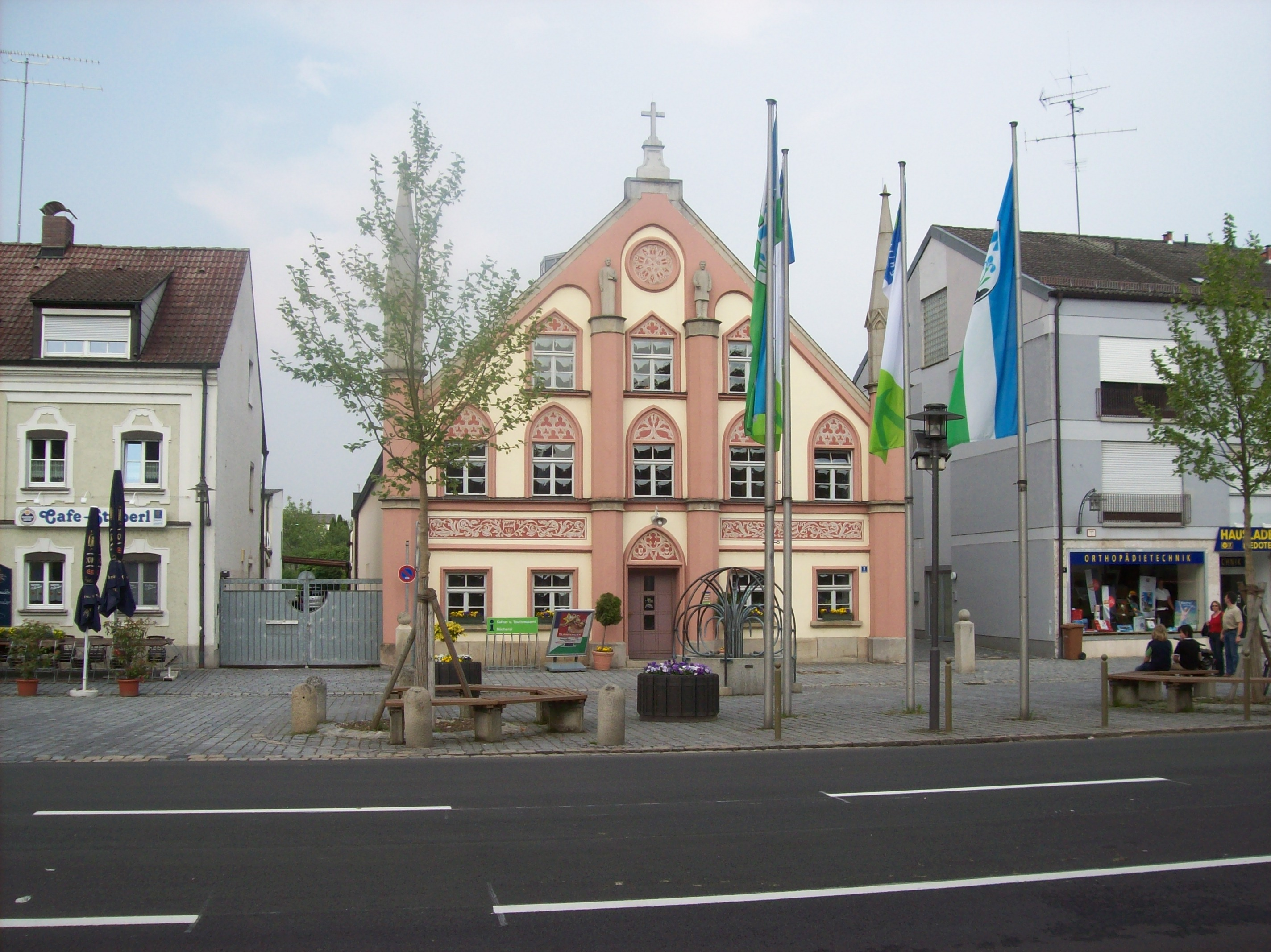
Voormalig ziekenhuis
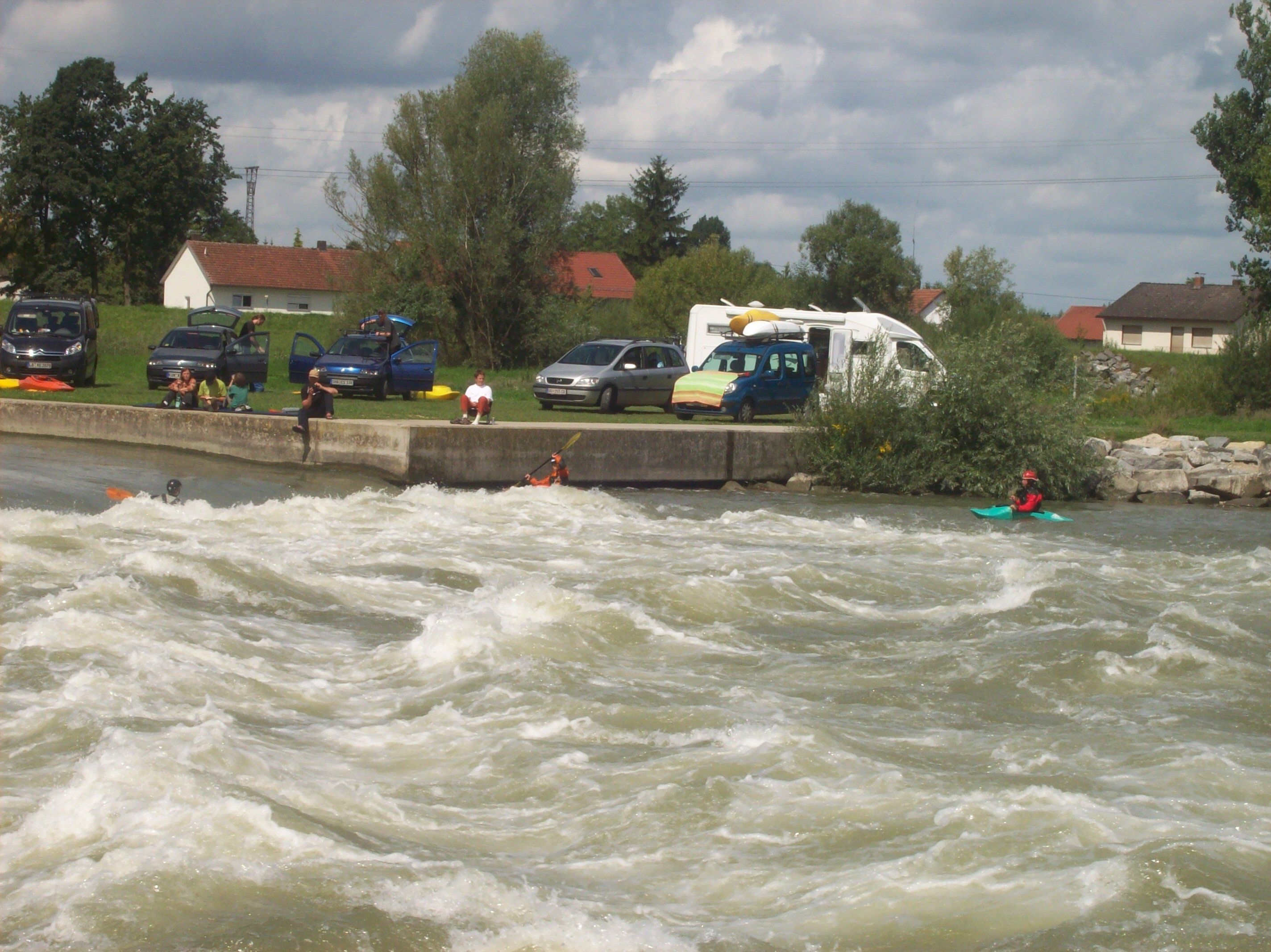
Plattlinger Isarwelle